# Storia del Burundi
Il Burundi è una delle poche nazioni moderne africane, insieme al vicino Ruanda, a mantenere delle dimensioni territoriali simili a quelle dell'antico regno precoloniale.

## La preistoria
Il Burundi rientra geograficamente e geologicamente nell'ambito delle Rifts, le grandi fratture africane dell'Africa dell'est, considerata la culla dell'umanità. Sebbene non siano stati fatti ritrovamenti specifici di Paleoantropologia, si può ipotizzare antichi popolamenti di ominidi, soprattutto sulle rive lacustri, Australopithecus robustus, Australopithecus gracilis, Homo habilis ed Homo erectus. I ritrovamenti tanzaniani di Laetolil datano 3,5 milioni di anni fa.
A Nyarunazi, a Mugera e a Masango, sono stati effettuati occasionali ritrovamenti archeologici collocabili all'età della pietra risalenti ad 1 milione di anni fa: essi testimoniano la presenza in Burundi di stanziamenti di popolazioni di cacciatori-raccoglitori.
L'industria metallurgica del ferro e della ceramica antica arriva in Burundi nel VII secolo a.C. (Mirama, Mubuga, Rabiro). Da questo periodo fino alla comparsa delle prime testimonianze di formazioni politiche trascorrono circa 2.000 anni. Nell'età del ferro assistiamo ad un lento e progressivo processo di popolamento, sedentarizzazione e civilizzazione del territorio del Burundi. L'agricoltura compare verso il 1.000 a.C. con la coltivazione del sorgo e di legumi provenienti dal Sudan. I ritrovamenti ruandesi di ossa bovine risalenti al III secolo d.C. contraddicono la convinzione dell'arrivo di una ondata migratoria di pastori nilotici o hamitici provenienti da nord ipotizzata, senza nessuna prova, al XV secolo.
Durante il periodo coloniale si è avanzata la teoria cosiddetta camitica secondo la quale il Burundi è stato popolato da ondate successive di popolazioni appartenenti a ceppi etnici differenti.

Dapprima era popolato da una popolazione pigmoide di piccola taglia, i batwa, dediti alla caccia ed alla raccolta, artigiani esperti nella lavorazione della ceramica e del ferro. Poco socievoli, si sarebbero progressivamente ritirati ai margini con l'arrivo della popolazione bantu. Oggi rappresentano l'1% della popolazione.

I bahutu sarebbero giunti in Burundi verso i primi secoli della nostra era con una ondata migratoria bantu. Avrebbero marginalizzato i batwa e con opere di dissodamento avrebbero reso fertile il terreno rendendolo coltivabile. Vengono descritti di statura bassa, corporatura tozza, scarsa intelligenza e carattere docile e sottomesso. Sono oggi la maggioranza degli abitanti del Burundi con l'85%.

I batutsi (in italiano tradizionalmente noti come vatussi) sarebbero un popolo di origine camitica o hamitica o galla, dediti alla pastorizia ed all'allevamento bovino, avrebbero invaso in Burundi nel XV secolo provenienti dalle alture etiopiche. Di alta statura e corporatura minuta, intelligenza brillante, dotati di grazia e comportamento nobile, naturalmente portati al comando ed al governo. Attualmente sono il 15% della popolazione.

Questa teoria però contrasta con l'anomalia burundese che rappresenta un unicum nel contesto africano. Infatti queste "razze" hanno sempre vissuto in simbiosi: stessa lingua, il kirundi, stessa religione, stesse condizioni. Nel periodo precoloniale e coloniale non si hanno notizie di conflitti violenti o guerre tra loro. Il termine stesso di razza è sconosciuto in kirundi. Infatti per distinguere si usa la parola ubwoko che significa categoria, lignaggio, varietà, condizione piuttosto che razza o etnia o tribù.
Le più recenti teorie dell'espansione delle popolazioni bantu identificano tre focolai, dai quali in diverse tappe sarebbero iniziate differenti migrazioni.

Il primo focolaio viene localizzato in Camerun. Verso il 1.000 a.C. ha dato avvio ad una prima migrazione in due ondate successive: una verso l'Angola ed una verso il lago Vittoria.

A sud ovest di questo lago viene identificato il secondo focolaio da cui prese avvio, verso il 600 a.C. (Inizi età del ferro) un'espansione verso sud. Il Burundi si trova esattamente al centro di questo movimento.

L'ultimo focolaio è posto nell'attuale Zambia intorno al 700 d.C. Da qui sono partite diverse ondate dirette a nord e a sud.

Lo studio dell'espansione bantu e l'omogeneità soprattutto linguistica dei barundi rappresenta ancora un mistero da chiarire, ma contraddice la precedente teoria camitica che, forse era politicamente funzionale alla gestione amministrativa coloniale, ma oggi non trova basi di prova.

## Il regno del Burundi
Le origini del Burundi sono note solo grazie ad un misto di tradizioni orali e ritrovamenti archeologici sul territorio.
La tradizione più accreditata parla di un fondatore originario del Ruanda di nome Ntare Rushatsi, altre versioni invece si differenziano per la provenienza di questo fondatore, che sarebbe venuto invece dallo Stato meridionale di Buha.
L'idea di una fondazione di origine ruandese della regione è stata promossa dai colonizzatori europei, perché essa ben si adattava alla loro idea di una classe dominante locale proveniente dal ceppo camita dell'area nord-orientale. Questa teoria ha continuato ad essere adottata in maniera semi-ufficiale anche nell'odierno Stato del Burundi.
Gli storici moderni invece dubitano molto dell'origine hamitica dei Tutsi, optando invece per una migrazione del nord intorno al XV secolo.
La prima testimonianza dell'esistenza di una nazione organizzata in Burundi risale al XVI secolo ed è localizzata nelle zone collinose a oriente. Essa si espanse nel secolo successivo, annettendo i piccoli regni vicini ed entrando in competizione con la vicina Ruanda. Il massimo periodo di espansione si ebbe sotto il sovrano Ntare Rugamba, che regnò dal 1796 al 1850 e vide il proprio regno raddoppiare in estensione.
Il regno del Burundi era caratterizzato da un sistema politico gerarchico, il re, chiamato mwami era a capo dell'aristocrazia a cui apparteneva gran parte del territorio, ed a cui spettavano i tributi dagli agricoltori e dagli allevatori locali.
Intorno alla metà del XVIII secolo, questo sistema gerarchico di stampo Tutsi consolidò la propria autorità sul regno con lo sviluppo dell'ubugabire, un sistema tipo feudale nel quale la popolazione riceveva protezione e terreno in affitto in cambio del pagamento dei tributi.
Sebbene gli esploratori europei visitassero il regno del Burundi sin dal 1856, non fu prima del 1899 che il regno del Burundi entrò a far parte della colonia dell'Africa Orientale Tedesca.
Diversamente dai sovrani del Ruanda che accettarono la penetrazione e l'influenza della Germania, il sovrano del Burundi Mwezi Gisabo si oppose fermamente all'infiltrazione europea, rifiutandosi di vestirsi in foggia occidentale e ostacolando l'insediamento delle missioni sul territorio. La Germania contrastò questo processo con la forza, ed ottenne largo successo, ma non abbastanza da sconfiggere il potere della corona del Burundi. Quindi sobillarono alla rivolta uno dei figli di Gisabo, di nome Maconco. Infine Gisabo fu indotto a trattare con la Germania e ad accettarne la supremazia, ed i tedeschi gli concessero i mezzi militari sufficienti a sedare la rivolta di Maconco.
I regni minori intorno al Lago Vittoria furono uniti al regno del Burundi in una sola unità politica e territoriale.

## Il periodo coloniale
Persino dopo il consolidarsi del dominio coloniale tedesco, la presenza europea in Burundi fu ridotta ai minimi termini ed i sovrani locali continuarono a regnare come prima. L'esposizione alle malattie portate dagli Europei fu invece devastante fra la popolazione e gli animali da allevamento. Una grande carestia colpì il Burundi nel 1905, dopo di che ci furono altre epidemie che colpirono l'intera regione del Lago Vittoria nel 1914, 1922 e nel 1944. Tra il 1905 e il 1914, circa metà della popolazione delle pianure occidentali morì a causa delle epidemie.
Nel 1916 la regione del Burundi fu conquistata da un contingente dell'esercito belga, e nel 1923 la Lega delle Nazioni affidò alla protezione del Belgio il nuovo Stato del Ruanda-Urundi, frutto dell'unione dei territori dell'attuale Burundi e Ruanda, con l'eccezione dei territori ad occidente, che vennero annessi al protettorato britannico del Tanganica.
L'amministrazione dei belgi avvenne per via indiretta tramite il governo dell'aristocrazia locale ganwa, affiancate dall'élite tutsi, soprattutto del clan banyaruguru. I quadri hutu, benché godessero di prestigio nell'organizzazione tradizionale, vennero sistematicamente esclusi.

Dopo la Seconda Guerra Mondiale, il Ruanda-Urundi divenne un protettorato delle Nazioni Unite sotto amministrazione belga. Dopo il 1948 l'autorità belga permise la creazione dei partiti politici nel Burundi. Da questo processo nacquero due formazioni politiche principali:
- l'Unione per il Progresso Nazionale (UPRONA), una formazione multietnica guidata dal principe ganwa Louis Rwagasore.
- il Partito Democratico Cristiano (PDC), supportato dal Belgio.

Nel 1961 il principe Rwagasore venne assassinato, provocando come reazione la vittoria elettorale dell'UPRONA nelle elezioni legislative.

## L'indipendenza
Il Burundi ottenne la piena indipendenza il 1º luglio 1962, approfittando delle ancora deboli istituzioni democratiche il sovrano Mwambutsa Bangiricenge istituì una monarchia costituzionale che fosse il risultato dell'equilibrio tra le etnie Hutu e Tutsi.

## Lo scoppio dei conflitti etnici
Nel 1965, l'assassinio del Primo Ministro di origine Hutu portò ai primi conflitti etnici causati dalle sommosse da parte degli Hutu e dall'attività di repressione del governo. La dura reazione governativa venne causata anche dai recenti avvenimenti nella vicina Ruanda, dove si era perpetrato l'eccidio della popolazione di etnia Tutsi per opera degli Hutu. In Burundi i Tutsi, che detenevano gran parte dell'assetto politico ed amministrativo, cercarono così di prevenire il ripetersi dell'eccidio della loro etnia da parte della maggioranza Hutu.
Diversamente dal Ruanda, che durante il periodo della Guerra Fredda si alleò con gli Stati Uniti, il Burundi si avvicinò alla Cina comunista.
Nel 1966 il sovrano Mwambutsa V venne deposto da suo figlio il principe Ntare Ndizeye che a sua volta venne deposto nello stesso anno dal suo Primo Ministro, il Capitano Michel Micombero.
Quest'ultimo abolì la monarchia e dichiarò il Burundi una repubblica democratica. Ma di fatto egli instaurò una dittatura militare sotto la quale continuarono i conflitti etnici che si prolungarono per tutto il decennio 1960 - 1970.
Nel tardo aprile del 1972 un attacco da parte degli Hutu in una località dove erano nati diversi ufficiali dell'esercito governativo scatenò la violenta reazione dell'apparato militare. La repressione dei militari e delle milizie dell'UPRONA fu sistematica e spietata. Vennero compilate liste di sospettati, uomini, donne e persino bambini, chiunque potesse risultare una minaccia o fosse indicato come collaborazionista dei ribelli Hutu. Tutti coloro che facevano parte della lista vennero prelevati dalle abitazioni private, dagli uffici pubblici e dalle scuole e uccisi dai militari.
Si crede che circa 200.000 Hutu abbiano perso la vita durante i tre mesi della repressione militare. Mentre il numero dei profughi, in gran parte Hutu, ammonta a circa 150.000 persone. Nel tentativo di giustificare l'eccidio e di acquistare credibilità agli occhi degli Stati Uniti, il governo Tutsi accusò l'etnia Hutu di avere legami con il blocco comunista, sebbene non ci siano mai state prove evidenti a sostegno di simili accuse.
Nel 1976 il colonnello Jean-Baptiste Bagaza prese il potere a seguito di un colpo di Stato, senza spargimenti di sangue. Nonostante Bagaza guidasse una dittatura favorevole ai Tutsi, egli promulgò una serie di riforme agricole e sociali, volte a sedare il conflitto tra le due etnie e a promuovere la riconciliazione. Nel 1981 venne promulgata una nuova costituzione e nel 1984 Bagaza venne eletto capo di Stato, come unico candidato. Dopo le sue elezioni Bagaza attuò un notevole giro di vite nei confronti dei diritti umani, abolendo la libertà religiosa e facendo arrestare tutti gli avversari politici.
Nel 1987 il maggiore Pierre Buyoya depose Bagaza con un altro colpo di Stato. Egli proclamò lo scioglimento di tutti i partiti politici, sospese la costituzione del 1981 e istituì il Comitato Nazionale di Salvaguardia Nazionale (CSMN). Nel 1988 le crescenti tensioni etniche tra i Tutsi e la maggioranza degli Hutu sfociò nel conflitto aperto tra l'esercito e l'opposizione Hutu. Durante questo nuovo conflitto persero la vita 150.000 persone e altre centinaia di migliaia si riversarono nei paesi confinanti. Buyoya formò una commissione d'indagine per identificare le responsabilità del conflitto e per avviare una serie di riforme democratiche.
Nel 1991 lo stesso Buyoya approvò una nuova costituzione che prevedeva un regime democratico presidenziale, con le garanzie costituzionali date ad un parlamento, e soprattutto scevro da ogni rivendicazione etnica. Il primo presidente eletto con il nuovo sistema fu Melchior Ndadaye, leader politico del partito a maggioranza Hutu Fronte per la Democrazia in Burundi (FRODEBU), che venne eletto nel 1993. Il neopresidente venne assassinato da una forza irregolare di Tutsi nell'ottobre dello stesso anno ed il paese cadde nuovamente nella lotta intestina che provocò centinaia di migliaia di persone, fino a quando il FRODEBU non riuscì a riguadagnare il controllo della situazione e ad eleggere come nuovo presidente, nel 1994 Cyprien Ntaryamira.
Nell'aprile del 1994 il nuovo presidente Ntaryamira e il presidente del Ruanda Juvénal Habyarimana morirono in un attentato aereo. Il fatto segnò l'inizio del genocidio in Ruanda, mentre nel Burundi, la morte del presidente esacerbò le tensioni senza raggiungere i livelli dei massacri ruandesi. Venne eletto un nuovo presidente nella persona di Sylvestre Ntibantunganya l'8 aprile 1994, ma nonostante ciò la situazione interna continuò a degenerare. L'afflusso delle centinaia di migliaia di esuli ruandesi e le lotte tra le bande armate di Tutsi ed Hutu finirono per destabilzzare definitivamente il governo.
Il 25 giugno 1996 il governo venne rovesciato da un nuovo colpo di Stato guidato da Buyoya. Il conflitto etnico continuò a imperversare nonostante gli sforzi della comunità internazionale per avviare un processo di pace. Soltanto nel 2001 si giunse ad un accordo che portò alla creazione di un governo di unità nazionale e all'elezione di un nuovo presidente nel 2003, Domitien Ndayizeye.
Le elezioni tenutesi verso la metà del 2005 hanno portato alla vittoria la coalizione dei due partiti a maggioranza Hutu, il Consiglio Nazionale per la Difesa della Democrazia e le Forze per la Difesa della Democrazia (CNDD-FDD).
Il senato approva il 7 aprile 2009 la nomina dell'ex ribelle delle Forces de défense de la démocratie e generale, Godefroid Niyombare, Capo di stato maggiore dell'esercito da parte del presidente della repubblica Pierre Nkurunziza. Si tratta del primo hutu nella storia del paese che accede alla maggiore carica dell'esercito.